# 2009–2010-es macedón férfi kézilabda-bajnokság (első osztály)
Az 2009–2010-es macedón férfi kézilabda-bajnokság a tizennyolcadik kézilabda-bajnokság volt. Hét csapat indult el, a csapatok két kört játszottak.

## Tabella
| #  | Csapat              | M  | Gy | D | V  | G+  | G-   | P  |
| -- | ------------------- | -- | -- | - | -- | --- | ---- | -- |
| 1. | RK Metalurg Szkopje | 28 | 26 | 1 | 1  | 960 | 610  | 79 |
| 2. | RK Vardar Szkopje   | 28 | 23 | 1 | 4  | 864 | 657  | 70 |
| 3. | RK Pelister Bitola  | 28 | 16 | 0 | 12 | 767 | 774  | 48 |
| 4. | Mrk Vardar          | 28 | 12 | 0 | 16 | 817 | 847  | 36 |
| 5. | RK Tineks Prolet    | 28 | 10 | 1 | 17 | 760 | 790  | 31 |
| 6. | RK Zlaten Dab       | 28 | 7  | 0 | 21 | 704 | 824  | 21 |
| 7. | RK Presla           | 28 | 1  | 0 | 27 | 612 | 1004 | 3  |

* M: Mérkőzés Gy: Győzelem D: Döntetlen V: Vereség G+: Dobott gól G-: Kapott gól P: Pont